# Lycaste macrobulbon
Lycaste macrobulbon är en orkidéart som först beskrevs av William Jackson Hooker, och fick sitt nu gällande namn av John Lindley. Lycaste macrobulbon ingår i släktet Lycaste och familjen orkidéer. Inga underarter finns listade i Catalogue of Life.

## Bildgalleri

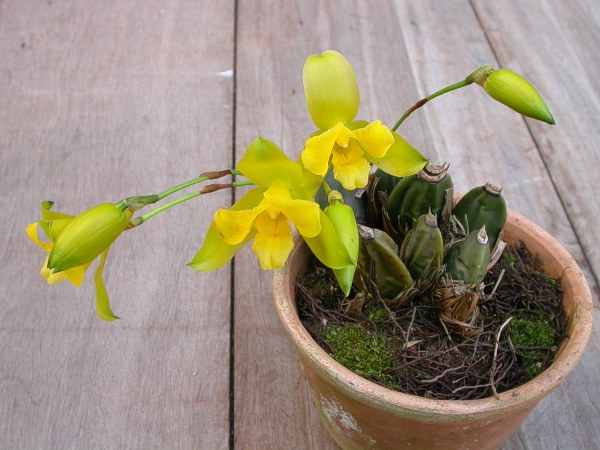
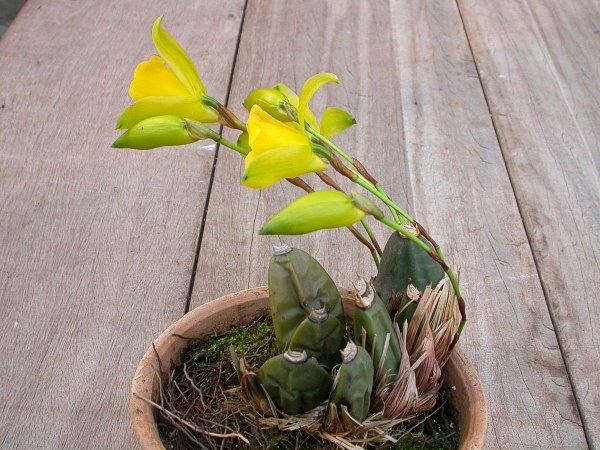
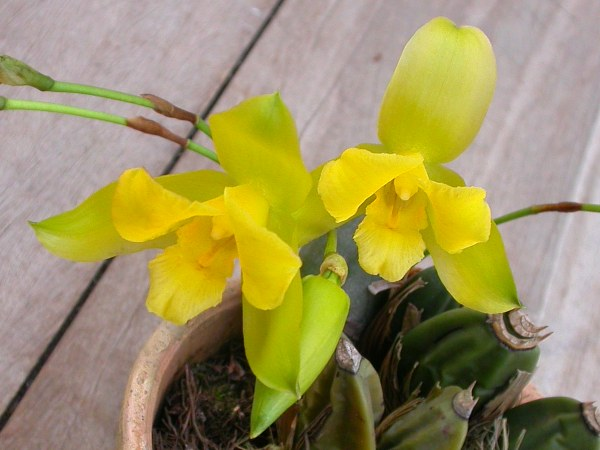
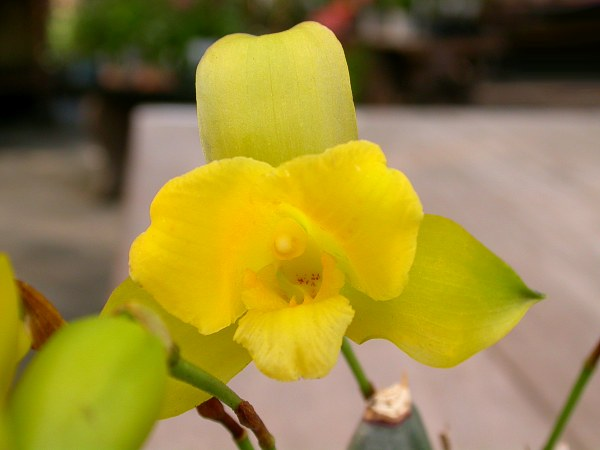
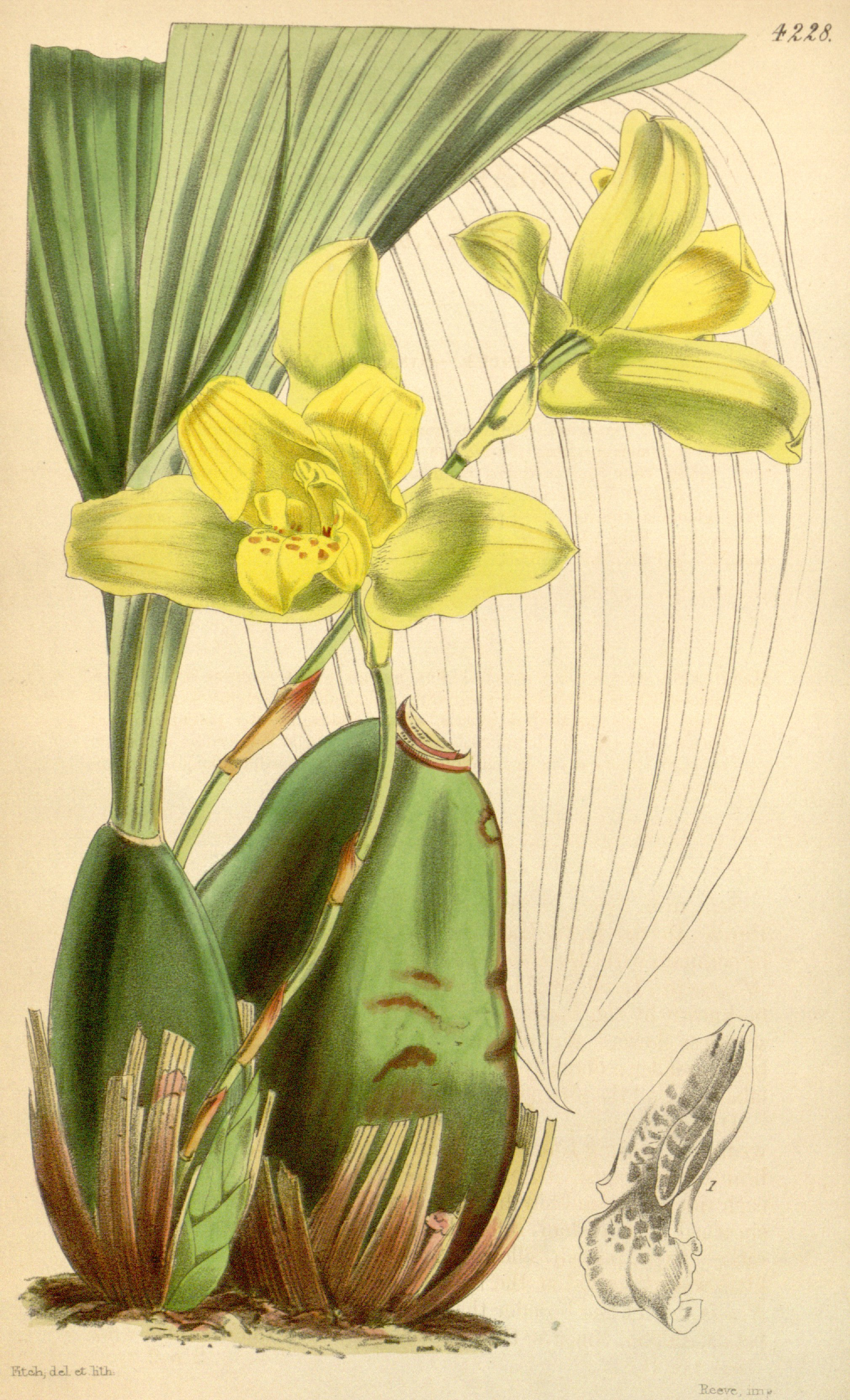